# カモロ
カモロ（ハンガリー語: Khamoro）またはカモロ・ブダペスト・バンド（Khamoro Budapest Band）は、ハンガリーのロマ音楽グループ。ハンガリーのジプシー・フォーク・ミュージックを演奏している。
メンバーの一人であるBalogh Gusztávは、かつてカモロと音楽性の似たノマダ（Nomada）というグループに在籍しており、2006年に『Aven Le Roma!』というアルバムを発表している。

## メンバー

### 現在のメンバー
- Farkas Zsolt - 1973年生まれ。ボーカル、ギター、ベース、スプーンズ、ダラブッカ
- Frigur Róbert - 1951年生まれ。ボーカル
- Balogh Gusztáv - 1981年生まれ。元ノマダ（Nomada）メンバー。ボーカル、マンドリン、ギター、ヴァイオリン
- Rostás Miklós - 1988年生まれ。アコーディオン、ギター、キーボード、ストリングス
- Gáspár Kálmán - 1974年生まれ。シンバル
- Tóth József - サクソフォーン

### 旧メンバー
- Kalányos Zsolt - 1984年生まれ。ボーカル、ダラブッカ、ベース
- Balogh József - 1977年生まれ。ボーカル、ギター

## ディスコグラフィ

### スタジオ・アルバム
- Lingara (2007年、Fonó)
- Romano Rat (2008年、Fonó)
- Hungarian Gypsy Music (2017年、ARC)